# Кралство Саксония
Кралство Саксония (на немски: Königreich Sachsen) е историческа държава в източната част на Германия, съществувала от 1806 до 1918 г.
През 1806 г. Наполеон Бонапарт издига Курфюрство Саксония (Kurfürstentum Sachsen) в статут на кралство. От 1806 до 1815 г. е част от Рейнския съюз, а от 1815 до 1866 г. – от Германския съюз. От 1867 г. е член на Северногерманския съюз и от 1871 до 1918 е част от Германската империя. Столица на кралството е град Дрезден.

## История
Кралство Саксония възниква на 11 декември 1806 г. с подписването на Познанския договор между Франция и Саксония (съюзник на Прусия). С подписването на договора Саксония излиза от Четвъртата конфедерационна война, след разгромяването на саксонско-пруските войски през октомври 1806 г. от Наполеон при Йена-Ауерщед и Прусия изоставя саксонските си съюзници.
Според Познанския мир окупираната от Наполеон Саксония трябва да влезе в Рейнския съюз и да отстъпи територии, намиращи се в Тюрингия (арт. 7), за което ѝ са обещани пруски теритотории около Котбус и е издигната след Бавария и Вюртемберг на кралство (арт. 3). Освен това в Саксония римско-католическата вяра става правно еднаква с евангелско-лутеранската вяра (арт. 5).
На 20 декември 1806 г. следва провъзгласянето на управляващия курфюрст Фридрих Август Справедливи крал на Саксония.
По времето на Антон Добрия на 4 септември 1831 г. влиза в сила нова Конституция и Саксония става Конституционна монархия.

## Списък на кралете на Саксония
- 1806 – 1827 Фридрих Август I Справедливи (* 1750, † 1827), 1807 – 1815 херцог на Варшава; преди това 1763 (с името Фридрих Август III) курфюрст на Саксония и 1791 избран крал на Полша
- 1827 – 1836 Антон Добрия (* 1755, † 1836), брат на предния
- 1836 – 1854 Фридрих Август II (* 1797, † 1854), племенник на предния
- 1854 – 1873 Йохан (* 1801, † 1873), брат на предния
- 1873 – 1902 Алберт (* 1828, † 1902), син на предния
- 1902 – 1904 Георг (* 1832, † 1904), брат на предния
- 1904 – 1918 Фридрих Август III (* 1865, † 1932) (абдакира), син на предния